# Peter Henry
Peter John Douglas Henry (ur. 17 czerwca 1962 w Brighton) – nowozelandzki bobsleista i dziesięcioboista, olimpijczyk.
Wystąpił w konkurencji dwójek i czwórek podczas zawodów bobslejowych na Zimowych Igrzyskach Olimpijskich 1988 zajmując odpowiednio miejsca dwudzieste i dwudzieste pierwsze. W Zimowych Igrzyskach Olimpijskich 1998 był chorążym nowozelandzkiej drużyny i rezerwowym w dwójce bobslejowej.
W 1990 roku zajął dziesiąte miejsce w zawodach dziesięciobojowych podczas igrzysk Wspólnoty Narodów.